# Younès Kaboul
Younès Kaboul (Saint-Julien-en-Genevois, 4 januari 1986) is een Frans voormalig betaald voetballer die als verdediger of verdedigende middenvelder speelde. Hij verruilde Sunderland in augustus 2016 voor Watford. In het seizoen 2018-2019 stopte hij met voetballen nadat hij buiten de selectie van Watford werd gelaten.

## Clubcarrière
Kaboul stroomde in 2004 door vanuit de jeugd van AJ Auxerre. Na drie seizoenen in het eerste elftal werd hij in juli 2007 door Martin Jol naar
Tottenham Hotspur gehaald. Hij speelde dat seizoen 21 competitiewedstrijden, maar van Jols opvolger Juande Ramos mocht hij vertrekken. Harry Redknapp haalde hem daarop naar Portsmouth, om twee maanden later zelf te vertrekken naar Tottenham, als opvolger van Ramos. Kaboul speelde anderhalf jaar voor Portsmouth alvorens terug gehaald te worden naar Tottenham. Hij dwong gedurende het seizoen 2011-2012 een basisplaats af. Op 15 mei 2012 viel hij uit met een zware knieblessure waardoor hij het Europees kampioenschap voetbal 2012 miste. Doordat de blessure bleef aanslepen, miste hij ook zo goed als het gehele seizoen 2012/13. Hij speelde enkel mee op de eerste speeldag van het seizoen uit bij Newcastle United. De rest van het seizoen stond hij buitenspel. Gedurende de seizoenen 2013/14 en 2014/15 had hij een marginale rol op het veld voor Tottenham.
Kaboul liet Tottenham in juli 2015 opnieuw achter zich en tekende een contract tot medio 2019 bij Sunderland, de nummer zestien van de Premier in het voorgaande seizoen.

## Clubstatistieken
| Seizoen | Club              | Competitie     | Duels | Goals |
| ------- | ----------------- | -------------- | ----- | ----- |
| 2004/05 | AJ Auxerre        | Ligue 1        | 12    | 1     |
| 2005/06 | AJ Auxerre        | Ligue 1        | 9     | 0     |
| 2006/07 | AJ Auxerre        | Ligue 1        | 31    | 2     |
| 2007/08 | Tottenham Hotspur | Premier League | 21    | 3     |
| 2008/09 | Portsmouth        | Premier League | 20    | 1     |
| 2009/10 | Portsmouth        | Premier League | 19    | 3     |
| 2009/10 | Tottenham Hotspur | Premier League | 10    | 0     |
| 2010/11 | Tottenham Hotspur | Premier League | 21    | 1     |
| 2011/12 | Tottenham Hotspur | Premier League | 33    | 1     |
| 2012/13 | Tottenham Hotspur | Premier League | 1     | 0     |
| 2013/14 | Tottenham Hotspur | Premier League | 13    | 1     |
| 2014/15 | Tottenham Hotspur | Premier League | 11    | 0     |
| 2015/16 | Sunderland        | Premier League | 23    | 0     |
| 2016/17 | Sunderland        | Premier League | 1     | 0     |
| 2016/17 | Watford           | Premier League | 18    | 2     |

## Interlandcarrière
Kaboul maakte zijn debuut voor de Franse nationale A-ploeg op 6 juni 2011 in de vriendschappelijke uitwedstrijd tegen Oekraïne (4–1 overwinning) in Donetsk, net als doelpuntenmaker Marvin Martin (FC Sochaux). Kaboul speelde van begin tot einde, en vormde in dat duel de viermansverdediging, samen met Anthony Réveillère, Mamadou Sakho en Patrice Evra.

## Erelijst
| Competitie            |         |         |         |         |
| Competitie            | Aantal  | Jaren   |         |         |
| Auxerre               | Auxerre | Auxerre | Auxerre | Auxerre |
| --------------------- | ------- | ------- | ------- | ------- |
| Coupe de France       | 1×      | 2004/05 |         |         |
| Tottenham Hotspur     |         |         |         |         |
| League Cup            | 1×      | 2007/08 |         |         |
| Frankrijk -19         |         |         |         |         |
| Europees kampioen -19 | 1×      | 2005    |         |         |